# Melón
Melón – gmina w Hiszpanii, w prowincji Ourense, w Galicji, o powierzchni 53,25 km². W 2011 roku gmina liczyła 1479 mieszkańców.